# ده‌ملک
دِه‌مَلِک  جماعت و شهرکی در کشور تاجیکستان است که در ناحیهٔ ورزاب ناحیه‌های تابع جمهوری قرار دارد. جمعیت این جماعت ۵۹۱۴ است.